# Hugo Velázquez
Hugo Adalberto Velázquez Moreno (Assunção, 3 de julho de 1967) é um político paraguaio, foi vice-presidente do Paraguai, de 2018 até 2023. Em 2022, foi acusado pelo Departamento de Estado dos Estados Unidos de corrupção, ficou proibido de entrar no país e anunciou a sua renúncia a sua candidatura à presidência em 2023 e ao cargo de vice-presidente, porém, voltou atrás e afirmou que não renunciaria a vice-presidência pois afirmou que não tinha nenhuma denúncia de corrupção contra ele no Paraguai .
Antes da eleição presidencial de 2018, renunciou o mandato de deputado para se dedicar a campanha.